# Гіларі Ган
Гіларі Ган (англ. Hilary Hahn; нар. 27 листопада 1979, Лексінгтон, штат Вірджинія) — американська скрипалька, триразова володарка Греммі.

## Життєпис
Виросла в місті Балтімор. Предки Гіларі Ган походять з німецької області Пфальц (Бад Дюркгайм). Гіларі єдина в родині, яка володіє німецькою мовою. Вона також знає французьку та японську мови.
Почала грати на скрипці у віці до 4 років у школі при Консерваторії Пібоді, навчалася гри за методом Судзукі. У 1984—1989 роки навчалася у Клари Беркович, музичного педагога родом з Одеси. 1990 року вступила до Кертісового інституту музики у Філадельфії у клас легендарного Яші Бродського, що був останнім учнем Ежена Ізаї.
У шість років Гіларі Ган мала перший публічний виступ. У десять років вона виступила з першим сольним концертом. У дванадцять років Гіларі вперше виступила з малим камерним орекстром та дебютувала з великим — Балтиморським симфонічним оркестром.
Дотепер Гіларі Ган дала більше 800 концертів, близько 500 з яких у супроводі оркестру. Виступи скрипальки проходили більше ніж в 200 містах у 27 країнах світу. Вона співпрацювала з 150 диригентами.

## Інструмент
Гіларі ган грає на скрипці, створеній 1864 року Жаном Батістом Війомом, що є копією скрипки Джузеппе Гварнері. Скрипалька використовує французький смичок, виготовлений у XIX столітті.

## Дискографія
- «Hilary Hahn Plays Bach» (1997)
Гіларі Ган, скрипка
- «Beethoven Violin Concerto / Bernstein Serenade» (1999)
Гіларі Ган, скрипка
Балтиморський симфонічний оркестр
Девід Зінман, диригент
Номіновано на премію Греммі в категорії найкраще інструментальне виконання сольним виконавцем (з оркестром)
- «Barber & Meyer Violin Concertos» (2000)
Гіларі Ган, скрипка
Сент-Полський камерний оркестр
Х'юг Вольфф, диригент
- «Brahms & Stravinsky Violin Concertos» (2001)
Гіларі Ган, скрипка
Академія Святого Мартина в полях
Сер Невілл Маррінер, диригент
Греммі за найкраще інструментальне виконання сольним виконавцем (з оркестром)
- «Mendelssohn & Shostakovich Concertos» (2002)
Гіларі Ган, скрипка
Філармонічний оркестр Осло
Марек Яновський і Hugh Wolff, диригенти
- «Bach Concertos» (2003)
Гіларі Ган, скрипка
Margaret Batjer, скрипка; Allan Vogel, гобой
Лос-Анджелеський камерний оркестр
Джефрі Кагане, диригент
- «The Village» Motion Picture Soundtrack" (2004)
Гіларі Ган, скрипка
Музика Джеймса Ньютона Говарда
- «Elgar: Violin Concerto; Vaughan Williams: The Lark Ascending» (2004)
Гіларі Ган, скрипка
Лондонський симфонічний оркестр
Колін Девіс, диригент
- «Mozart: Violin Sonatas K. 301, К. 304, K. 376 & K. 526» (2005)
Гіларі Ган, скрипка; Natalie Zhu, фортепіано
Альбом дебютував на 7 місці хіт-параду «Billboard» Classical Albums[4]
- «To Russia My Homeland» з альбому «Worlds Apart» групи ...And You Will Know Us by the Trail of Dead (2005)
- «Paganini: Violin Concerto No. 1 / Spohr: Violin Concerto No. 8 — Gesangsszene» (2006)
Гіларі Ган, скрипка
Симфонічний оркестр Шведського радіо
Ейдзі Оуе, диригент
- «Witch's Web» з альбому «So Divided» групи ...And You Will Know Us by the Trail of Dead (2006)
- «Der Kleine Hörsaal — Die Geige mit Hilary Hahn» (2007)
Гіларі Ган, оповідачка
- «Fork in the Road» і «Blue Part of the Windshield» з альбому «Grand Forks» Тома Броссо (2007)
- «Арнольд Шенберг: Violin Concerto; Sibelius: Violin Concerto» (2008)
Гіларі Ган, скрипка
Swedish Radio Symphony Orchestra
Еса-Пекка Салонен, диригент
Альбом дебютував на 1 місці «Billboard» Classical Albums, очолював рейтинг 3 тижні (перший альбомом Шенберга, що дебютував на 1 місці)
Греммі за найкраще інструментальне виконання сольним виконавцем (з оркестром)
Альбом був номінований на Греммі в категорії найкращий класичний альбом
Альбом зайняв 6 місце в списку 10 найкращих альбомів десятиліття журналу «Newsweek».
- «Bach: Violin & Voice»
Гіларі Ган, скрипка Христина Шефер, сопрано; Matthias Goerne, баритон; Мюнхенський камерний оркестр
- «Higdon & Tchaikovsky Violin Concertos» (2010)
Гіларі Ган, скрипка
Ліверпульський королівський філармонічний оркестр
Василь Петренко, диригент
- «Charles Ives: Four Sonatas» (2011)
Гіларі Ган, скрипка
Валентина Лисиця, фортепіано
- «Silfra» (2012)
Гіларі Ган, скрипка
Гаушка (Фолькер Бертельманн), підготовлене фортепіано
- «In 27 Pieces: The Hilary Hahn Encores» (2013)
Гіларі Ган, скрипка
Корі Сміт, фортепіано